# БМ-8-24
БМ-8-24 — лёгкая по калибру советская реактивная система залпового огня.

## История

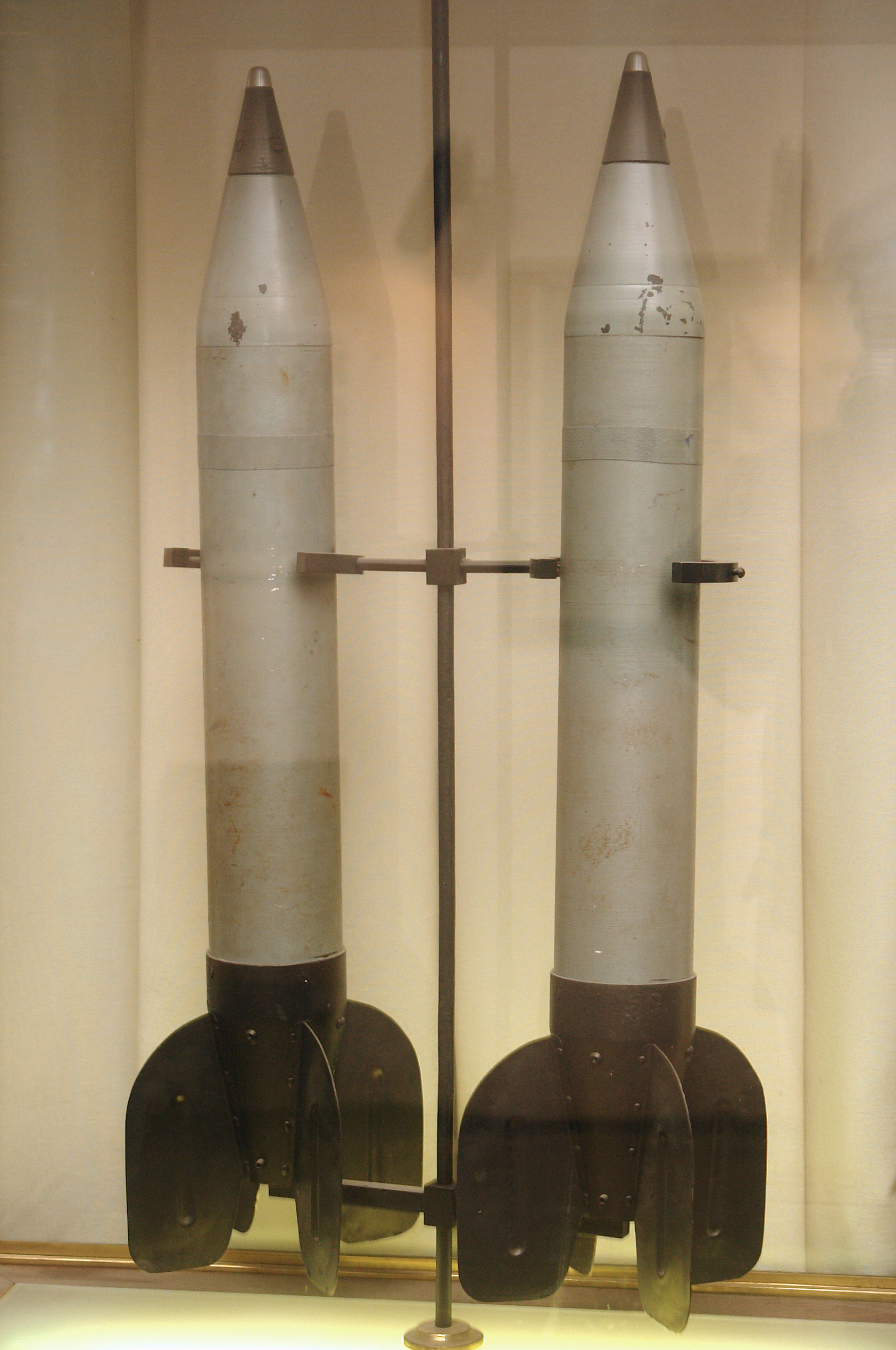
Реактивные снаряды (неуправляемые ракеты) М-8, запускавшиеся с БМ-8-24. Музей космонавтики и ракетной техники; Санкт-Петербург

Спроектирована в СКБ московского завода № 733 «Компрессор» при участии НИИ-3 и КБ завода № 37 в августе-октябре 1941 года. Руководил разработкой В. А. Тимофеев, ведущий конструктор шасси — Д. И. Сазонов.
Боевые машины БМ-8-24 серийно выпускали на заводах «Компрессор» и «Красная пресня» на шасси лёгких танков типов Т-40 и Т-60 после демонтажа башни и установки пусковой части — М-8 — пакета направляющих с пусковым оборудованием для 24 82-мм неуправляемых ракет (называемых в 1930-е — 1940-е годы реактивными снарядами) М-8. Установка получила заводской индекс КС-77.
Пусковая часть М-8 из 12 направляющих типа балки, на которые сверху и снизу заряжали 24 82-мм реактивных снаряда М-8. Блок управления огнём позволял вести стрельбу залпом или с разным темпом пуска снарядов. Выпускал эти боевые машины завод № 733 («Компрессор»), всего для монтажа РСЗО завод № 37 передал 21 шасси Т-30 (сентябрь — 7 (4 числа — 4, 19 — 3), октябрь — 14). В сентябре на заводе «Компрессор» построили три прототипа:
— 14 сентября 1941 года первый опытный образец М-13 на шасси Т-30 вышел на сравнительные испытания с установками как на колесной машине, так и на СТЗ-5. На испытаниях фаворитами оказались М-13, установленные на шасси Т-30 и СТЗ-5. Если установка М-13 на шасси СТЗ-5, имевшая заводской индекс КС-75, была принята на вооружение РККА постановлением ГКО № 726сс от 30 сентября 1941 года, то машина на шасси Т-30 оказалась по некоторым параметрам хуже.
— 27 сентября 1941 года на Софринском артиллерийском полигоне начались испытания двух установок М-8 на шасси Т-30. Это изделие получило заводской индекс КС-77. На испытания вышли два варианта машины, отличавшиеся конструкцией направляющих: у первой они были коробчатой формы, а у второй машины направляющие имели форму двутавра, как на М-13.
По результатам испытаний выбор был сделан в пользу установки с направляющими двутаврового типа.

## Серийное производство
В начале октября сдали три серийные установки.  После эвакуации завода № 37 из Москвы в Свердловск, а части завода «Компрессор» в Уральск, выпуск М-8 продолжился на базе его преемника, Т-60. 
| Шасси | Производитель | 1     | 2     | 3     | 4     | 5     | 6     | 7     | 8     | 9     | 10    | 11    | 12    | Всего |
| ----- | ------------- | ----- | ----- | ----- | ----- | ----- | ----- | ----- | ----- | ----- | ----- | ----- | ----- | ----- |
| 1941  |               |       |       |       |       |       |       |       |       |       |       |       |       |       |
| Т-30  | № 37          |       |       |       |       |       |       |       |       | 7     | 14    |       |       | 21*   |
| Т-60  | ГАЗ           |       |       |       |       |       |       |       |       |       | 20    | 35    | 82    | 137   |
| 1942  |               |       |       |       |       |       |       |       |       |       |       |       |       |       |
| Т-60  | ГАЗ           | 35    | 32    | 20    | 14    |       |       |       |       |       |       |       |       | 101   |
| Т-60  | № 38          |       |       |       |       |       | 10    |       |       |       |       |       |       | 10    |
| Итого | Итого         | Итого | Итого | Итого | Итого | Итого | Итого | Итого | Итого | Итого | Итого | Итого | Итого | 269   |

*К середине месяца, когда началась эвакуация, на заводе находилось 15 машин в разной степени готовности. Из них «9 шасси Т-30 без башен», прибывшие из Москвы на ГАЗ, в ноябре 1941 года были переделаны в линейные Т-30. О судьбе еще 6 машин ничего не известно, возможно они были закончены и сданы в числе машин "БМ-8-24 на Т-60".
| Модель       | Производитель                 | 1     | 2     | 3     | 4     | 5     | 6     | 7     | 8     | 9     | 10    | 11    | 12    | Всего |
| ------------ | ----------------------------- | ----- | ----- | ----- | ----- | ----- | ----- | ----- | ----- | ----- | ----- | ----- | ----- | ----- |
| 1941         |                               |       |       |       |       |       |       |       |       |       |       |       |       |       |
| М-8 на Т-30  | З-д Компрессор                |       |       |       |       |       |       |       |       | 2*    | 3     |       |       | 5     |
| М-13 на Т-30 | З-д Компрессор                |       |       |       |       |       |       |       |       | 1*    |       |       |       | 1     |
| М-8 на Т-60  | З-д Фрезерных станков (№ 113) |       |       |       |       |       |       |       |       |       |       | 10    | 101   | 111   |
| 1942         |                               |       |       |       |       |       |       |       |       |       |       |       |       |       |
| М-8 на Т-60  | З-д Фрезерных станков (№ 113) | 54    | 39    |       |       |       | 26    | 18    |       |       |       |       |       | 137** |
| Итого        | Итого                         | Итого | Итого | Итого | Итого | Итого | Итого | Итого | Итого | Итого | Итого | Итого | Итого | 254   |

*Опытные
**Согласно отчета Командования Гвардейских минометных частей за 1942 год было выпущено 242 установки "БМ-8-24 на Т-60". Поэтому остается не ясной картина с выпуском еще 105 машин в 1942 году. Какой завод и когда для них изготовил шасси, пока не известно.
В общей сложности было выпущено 356 серийных установок М-8 на шасси Т-30 и Т-60.
Дальность стрельбы — 5,5 км, время залпа М-8 24 снарядами 8-10 секунд; время заряжания 24 снарядов 10-15 минут. Запуск производили электрокатушкой с рукояткой, соединённой с аккумуляторной батареей и контактами на направляющих — при повороте рукоятки по очереди замыкали контакты и в каждом из снарядов должен был срабатывать пусковой пиропатрон. Одновременно две катушки на установках применяли редко.
Выпущенные машины участвовали в боях 1941—1943 годов и были хорошо приняты в войсках из-за лучшей защищённости и проходимости по сравнению с «Катюшами» на базе грузовых автомобилей.
Кроме установки на шасси легких танков артиллерийскую часть М-8 ставили на грузовые автомобили, на специальные повозки для конной тяги, на бронекатера; также она монтировалась на бронеплощадках семи особых бронепоездов (пример: Козьма Минин, Илья Муромец и так далее).
После военных действий в Корее развитие пусковых установок 82-мм и реактивных снарядов М-8 было прекращено.
| Установка | Шасси   | Производитель     | август | сентябрь | октябрь | ноябрь | декабрь | Всего |
| --------- | ------- | ----------------- | ------ | -------- | ------- | ------ | ------- | ----- |
| М-8-36    | ЗиС-6   | Компрессор        | 58     | 107      | 9       |        |         | 174   |
| М-8-36    | ЗиС-6   | Красная Пресня    | 14     | 42       | 29      |        |         | 85    |
| М-8-32    | ГАЗ-АА  | им. Карла Маркса  |        |          |         | 5      |         | 5     |
| М-8-24    | Т-30    | Компрессор        |        |          | 3       |        |         | 3     |
| М-8-24    | Т-60**  | Фрезерных станков |        |          |         | 10     | 101     | 111   |
| М-8-12 к* | Повозка | ЦНИИ-45           |        |          |         |        | 8       | 8     |
| М-8-12 к* | Повозка | КАИ               |        |          |         |        | 4       | 4     |
| Всего     | Всего   | Всего             | 72     | 149      | 41      | 15     | 113     | 390   |

*к — конная. Одноконная повозка. По заданию, выданному для проектирования в ноябре, количество направляющих должно было составлять 8. Фактически выбрали схему с 6 направляющими.
**В документе именуются "М-8 на Т-40".
Кроме того в 1942 году изготовили 137 установок "БМ-8-24 на ГАЗ-АА".
Так же в 1942 году выпустили 63 и в 1943 году 146 установок "БМ-8-24 на стендах". Устанавливались на бронепоезда, бронекатера и т.п.

В 1-м полугодии 1942 года было выпущено 459 М-8 всех типов и 386 во 2-м полугодии.
О производстве установок БМ-8 всех типов в 1942 — 1944 годах смотреть здесь

## Типы пусковых установок
Установки М-8-24 — на шасси грузовиков ГАЗ-ММ, ГАЗ-АА/ААА, на шасси танков Т-40 и танка Т-60 (Постановление ГКО (Государственного комитета обороны) № 726сс от 30 сентября 1941 года); М-8-24 на бронеплощадках бронепоездов 31-го ООДБП — БП № 659 «Козьма Минин» и БП № 702 «Илья Муромец», 39-го ООДБП — БП № 669/850 и БП№ 715, 62-го ООДБП — БП № 653 «Мичуринец» и БП № 701 «Советская Армения» (Постановление ГКО № 924сс от 20 ноября 1941), на малых бронекатерах (БКА): проект 1125 (Приказ наркома ВМФ от 19 сентября 1944) и конных повозках.

### Аналогичные с другим количеством направляющих

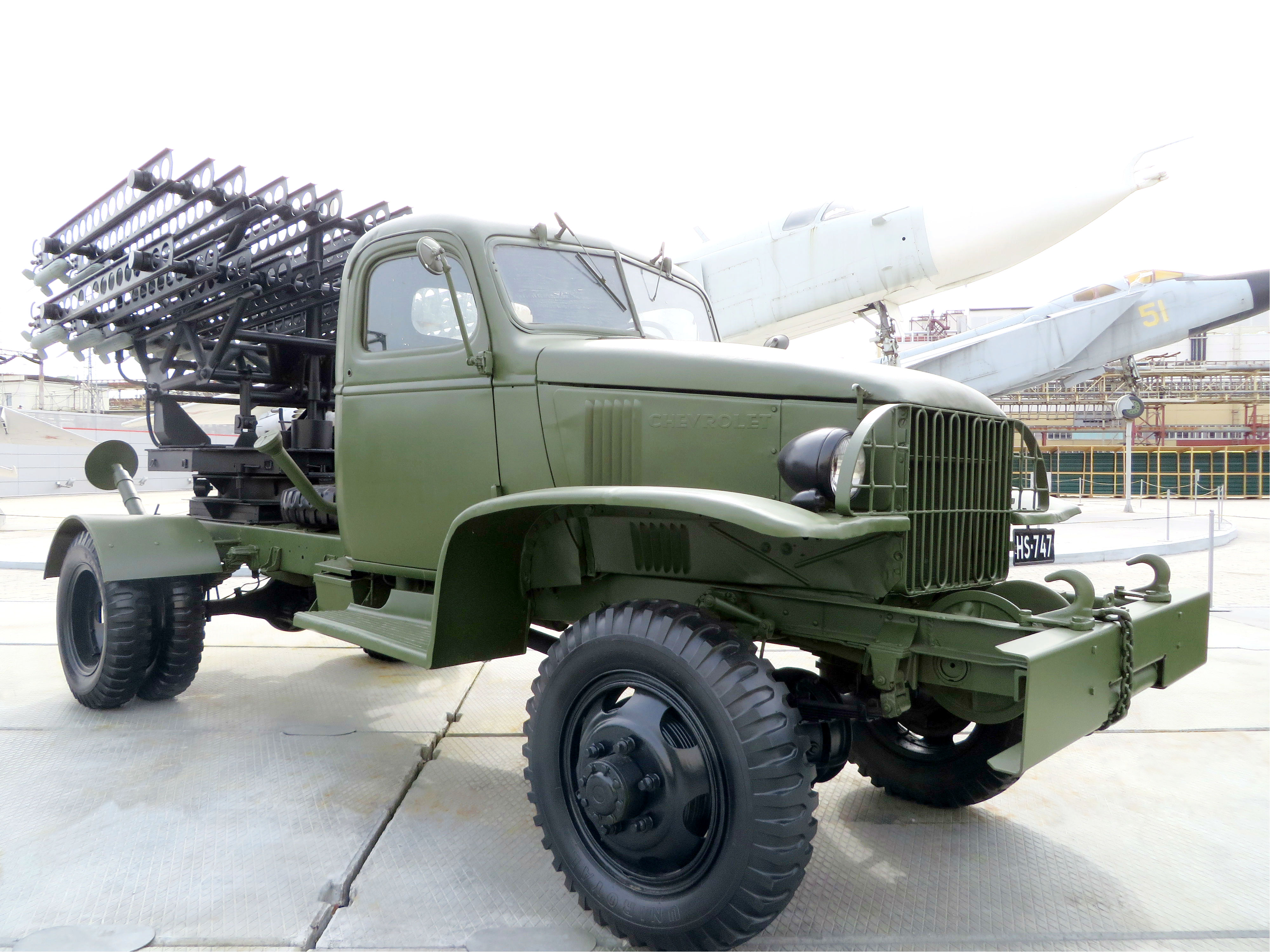
Реплика БМ-8-48 на Шевроле Г7117 в музее воен. тех. УГМК

- М-8-8 (с 10.1942) — установка на конной тяге, на шасси Bantam BRC-40 (США), на шасси Willys MA / MB (США), на шасси Ford GPW (США), на шасси ГАЗ-67Б, на малых и больших бронекатерах (М-8-М): (проект 1125, бронекатера проекта 1124, «С-40»), миномётных катерах (тип «Я-5», «Я-6», «Г-5»), артиллерийских катерах — торпедных катерах без торпед с пусковой установкой реактивных снарядов (Приказ наркома ВМФ от 29 ноября 1942 года);
- М-8-36 (с 6.08.1941) — установка на шасси грузовика ГАЗ-ААА (ок. 50 шт), на шасси грузовика ЗИС-6 (до 15 ноября 1941, Постановление ГКО № 907сс от 17 ноября 1941), на шасси Bedford MW (Великобритания), на шасси Chevrolet G 7107/G7117 (США), на шасси Ford-Marmon-Неrrington HH6-COE4 (США), на шасси Studebaker US6 U-3/U-7 (США);
- М-8-48 (с 6.1942) — установка из двух пакетов направляющих установки М-8-24 на шасси Chevrolet G 7117 (США), на шасси Ford-Marmon-Herrigton HH6-COE4 (США) и на шасси Studebaker US6 (США)(с 4.1943 только на шасси Studebaker US6)
- М-8-72 (с 1945) — установка на шасси Studebaker US6 (США);[6].

## Аналог в Вермахте

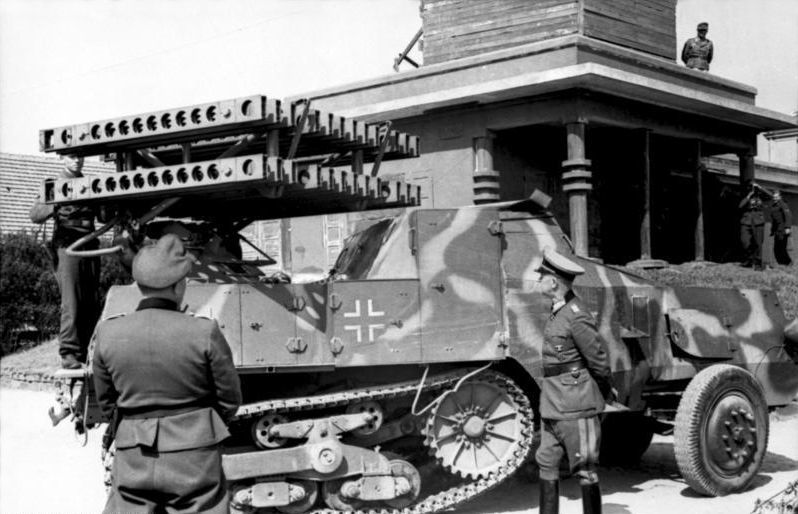
8 cm Raketen-Vielfachwerfer на Somua MCL. 30 мая 1944 года

В 1942 году послужила прототипом для создания аналогичной системы в германской армии. Верховное главнокомандование вермахта (как писали в советской военно-исторической литературе: «спрятав в карман нацистскую спесь») отдало приказ о детальном изучении конструкции советских ракет и создании аналогичной системы. Реализация этой задачи была поручена заводу Waffenwerke Brünn (бывшие заводы Česka Zbrojovka в Брно), который до конца 1943 года разработал модифицированный образец оперённого РС М-8 калибром 80-мм. Характеристики ракеты были сходны с М-8, но точность стрельбы благодаря вращению, сообщаемому стабилизаторами (установленными под углом к корпусу снаряда), была выше, чем у советского образца (хотя ниже чем у немецких турбореактивных мин). Подверглась изменениям, и конструкция головной части ракеты. Электрический запал был вынесен на один из ведущих поясков, что благоприятно отразилось на надежности ракеты. В целом 8 cm Wurfgranate Spreng (такое обозначение получил новый тип РС) оказалась более удачной, чем её советский прототип (при этом непонятно, почему их выпустили в мизерном количестве). Фактически скопирована и сама советская пусковая установка: 48 направляющих непривычного для немцев рельсового типа (официальное название: 8 cm Raketen-Vielfachwerfer) монтировались на бронетранспортёре, для которого использовались разные шасси — двенадцать 8cm Panzerwerfer 42 Auf.Sf Опель-маультир и одно Somua MCL. Установки использовались двумя батареями войск СС и получили среди солдат вермахта прозвище «Орга́н Гиммлера».